# Stormtroopers of Death
O Stormtroopers of Death, mais conhecidos como S.O.D., foi formado em Nova Iorque em 1985. Projeto paralelo dos músicos Billy Millano (M.O.D.), Scott Ian (Anthrax), Dan Lilker (Nuclear Assault) e Charlie Benante (Anthrax), é considerado uma das primeiras bandas a misturar thrash metal e hardcore punk, gerando um som rotulado de crossover thrash.
Eles também foram alvos de controvérsias devido a suas letras politicamente incorretas, em particular, a faixa "Speak English Or Die" (Fale inglês ou morra). A banda britânica Concrete Sox correspondeu a letra com a música "Speak Siberian Or Die". Mas nem todos os acham ofensivos. No entanto, o baixista Dan Lilker comentou na época, nossas letras nunca foram sérias, só as fizemos para irritar as pessoas.

## História
Após Scott Ian terminar as guitarras do álbum Spreading The Disease do Anthrax, ele começou a desenhar figuras do personagem que seria o símbolo da banda, o "Sargent D". Os desenhos seriam completados com slogans como "I'm not racist, I hate everyone equally, so fuck you." ("Eu não sou racista, eu odeio a todos igualmente, então fodam-se" na tradução) e "Speak English Or Die", então Ian começa a escrever letras sobre o personagem. Ele decide formar uma banda de hardcore punk tematizando o Sgt. D logo acaba recrutando o baterista Charlie Benante do Anthrax, o baixista Dan Lilker, ex-músico do Anthrax e o vocalista Billy Millano, vocalista do Psychos na época.
Após se formar, eles gravam uma demo de 63 músicas intitulada Crab Society North e começam a trabalhar em um álbum com Johnny Zazula pela Megaforce Records. O disco, chamado Speak English Or Die, foi gravado e mixado em três dias e se tornou um clássico instantâneo. Em seguida, eles saem em turnê abrindo para artistas como Motörhead e The Plasmatics. A seguir, eles planejavam gravar um disco chamado "USA For S.O.D.", mas acabou não se concretizando (no entanto o USA For M.O.D. se concretizou).
Após o fim da turnê, Lilker prossegue com o Nuclear Assault, Benante e Ian continuam com o Anthrax e Milano forma a banda Methods Of Destruction, mais conhecido como M.O.D. O primeiro álbum da banda USA For M.O.D., contém algumas letras compostas por Scott Ian, assim como uma versão alterada de "Aren't You Hungry", uma música não gravada pelo S.O.D. composta durante a turnê de 1985.
Anos mais tarde, a banda se reuniria para um show em 1992 na cidade de Nova Iorque e lançaria o álbum ao vivo Live at Budokan, um título que mostra a auto-ironia da banda, já que a banda nunca chegou a tocar lá. O disco contém a maior parte do primeiro disco da banda, mas algumas músicas inéditas da demo e versões para o Ministry, Nirvana e Fear. Em 1997, a banda faz sua primeira tour europeia tocando nos festival alemão With Full Force e após várias turnês, eles assinam com a gravadora Nuclear Blast Records e lançam o segundo álbum Bigger Than the Devil, com sua mistura de hardcore e metal e humor negro que acabou agradando tanto aos antigos quanto aos novos fãs. Inclusive a faixa "Aren't You Hungry". 
Logo após o seu lançamento, a banda tocou em vários festivais europeus da época, como o Dynamo Open Air, o
Wacken Open Air. Inclusive, em um dos shows houve um desentendimento com os integrantes da banda de heavy metal Manowar e em resposta aos músicos, os integrantes do S.O.D. entravam todos de bicicleta nos shows, sátira ao Manowar, que entrava de moto em seus shows. Um tempo depois a banda lançou o single Raise Your Sword para ironizar o capítulo. A banda 
também lançou outro single intitulado Season In The Obese, satira a música Season In The Abyss do Slayer, que
seria uma homenagem a banda californiana. Também participaram de um tributo ao Scorpions, lançado pela Nuclear Blast.
Em 2001 o DVD/VHS Speak English Or Live é lançado. Nele, é incluído o video original do "Live At Budokan", além de
incluir um show na Alemanha e filmagens da banda gravando os overdubs das faixas ao vivo gravadas no Japão. Estas seriam inclusas no relançamento de platina do primeiro álbum, além de duas músicas inéditas, para celebrar a venda de um milhão de cópias vendidas do "Speak English Or Die".
No ano de 2002, a banda lançou o home-video Kill Yourself - The Movie, que foi lançado em DVD/VHS. O filme mostra
algumas cenas de shows e de bastidores. Em 2003, revistas especializadas divulgam o fim da banda, devido a desentendimentos
entre Scott Ian e Billy Millano. Benante e Ian voltam para o Anthrax, Millano retorna com o M.O.D. e Lilker envolve-se com
várias bandas.
É interessante notar que a banda lança álbuns de 7 em 7 anos, por causa disto, alguns fãs esperaram um novo álbum em 2006. Em
2005 a Megaforce Records lança um novo DVD da banda, intitulado 20 Years of Dysfunction e no site da gravadora, na época, chegou a divulgar que um novo álbum da banda seria lançado no inverno daquele mesmo ano. Isto, é o comentário de Lilker
na época, de que a banda ainda estava sobre o contrato da Nuclear Blast para lançar mais um álbum, deu esperança aos fãs 
de um novo álbum.
No entanto, em 2007, há poucas chances de ocorrer um terceiro álbum. As relações entre os membros da banda se complicaram
ainda mais, deixando a história da banda acabada.

## Integrantes
- Billy Milano - vocal
- Scott Ian - guitarra
- Dan Lilker - baixo
- Charlie Benante - bateria

## Discografia

### Álbuns completos
- Speak English or Die - Megaforce Records (1985)
- Bigger Than the Devil - Nuclear Blast Records (1999)
- Rise of the Infidels - Megaforce Records (2007)

### Single
- Seasoning The Obese - Nuclear Blast Records (1999)

### Splits
- Stormtroopers of Death/Yellow Machinegun 7" Split (1999)

### Demo-tape
- Crab Society North (1985)

### Ao vivo
- Live at Budokan - Megaforce Records (1992)

### DVD/VHS
- Kill Yourself: The Movie - Nuclear Blast Records (2001)
- Speak English Or Live - Nuclear Blast Records (2001)
- 20 Years of Dysfunction - Nuclear Blast Records/Megaforce Records (2005)